# Sara al tramonto
Sara al tramonto è un romanzo del 2018 dello scrittore italiano Maurizio De Giovanni. Si tratta del primo romanzo avente come protagonista Sara Morozzi, ex-agente dei servizi segreti, già comparsa in un racconto della raccolta Sbirre uscito nel gennaio 2018.

## Trama
Sara Morozzi è un'ex agente dei servizi segreti, specializzata nella lettura del labiale e del linguaggio non verbale a distanza. Dopo la morte del suo amato Massimiliano, la donna vive un'esistenza riservata e dimessa, allietata solo dai colloqui con Viola, compagna di Giorgio, il figlio che aveva abbandonato per seguire Massimiliano e morto in un misterioso incidente, dal quale la ragazza aspetta un figlio.
Un giorno Sara viene contattata dalla sua ex-collega Teresa, con la quale ella ha un rapporto di amicizia e rivalità. La donna, subentrata a Massimiliano come capo della cellula segreta a cui entrambe appartenevano, le chiede aiuto in un'indagine complicata: il ricco affarista Andrea Molfino è stato trovato morto, ucciso probabilmente dalla figlia tossicodipendente Dalinda; la ragazza non ha negato di averlo ucciso ed è stata incarcerata, ma teme per la vita di sua figlia Beatrice, affidata al fratello di Dalinda e a sua moglie. Sara accetta di indagare su questo singolare caso, per il quale viene affiancata dallo sgangherato ispettore Davide Pardo, proprietario del bovaro bernese Boris.
Sara scopre presto che in effetti Beatrice sembra stare molto male, come se fosse affetta da una misteriosa malattia; scopre inoltre che dietro la ricchezza di Molfino si cela una fitta rete di interessi e disonestà; la colpevolezza di Dalinda viene quindi messa in discussione, anche perché l'uomo risultava affetto da un'improvvisa e devastante malattia del fegato che non gli avrebbe comunque lasciato scampo. L'indagine offre inoltre un'occasione per Sara di rivedere il suo passato.
Dopo un primo momento di tensione, Sara si avvicina a Pardo e Viola, che diventano la sua squadra; grazie al loro aiuto scopre che in realtà Molfino era stato ucciso dal figlio, che aveva avvelenato per anni il padre col lautano, causando la sua malattia; l'uomo aveva poi fatto ricadere la colpa dell'assassinio su Dalinda e aveva cominciato ad avvelenare anche Viola per impadronirsi della sua eredità.
Al termine dell'indagine Viola dà alla luce il nipotino di Sara, che viene chiamato Massimiliano.

## Serie TV
Dal romanzo è stata liberamente tratta la serie Sara - La donna nell’ombra, pubblicata a giugno 2025 su Netflix.